# 西西里島戰役
西西里島戰役開始於1943年7月9日晚上，而結束於8月17日。盟軍入侵西西里島之行動代號為哈士奇及被視為入侵義大利的行動之一。它是第二次世界大戰中最大規模登陸行動之一。從軍事策略上進攻西西里之行動達到盟軍策劃者之目的，從島上消滅軸心國的空中及海上力量，控制地中海及令義大利首相貝尼托·墨索里尼下台。此行動之成功為後來盟軍入侵義大利揭開序幕。

## 背景

### 參與者
入侵西西里之軍事行動主要由美國、英國及加拿大兩棲及空中力量實施，以從軸心國（德國及義大利）手中奪取該島。
盟軍兩個軍團負責進攻該島，統歸盟軍第18集團軍指揮，美國第7軍團在杰拉登陸及英國第8軍團在锡拉库扎登陸，每個軍團均配有2個軍。負責防守的義大利第6軍團下轄2個軍（義大利第12軍及義大利第16軍），主要四周海岸線，另配有1個德國裝甲軍（德國第14裝甲軍）。

### 計劃
1943年初，當盟國領袖決定不在1943年橫渡英吉利海峽進兵法國後，他們便決定利用在駐在北非之軍隊進攻義大利西西里島，目的是消滅軸心國在島上之海空力量、令盟軍艦隻自由通過地中海及將墨索里尼趕下台以令義大利退出戰爭，在1942年底盟軍登陸法屬北非前義大利皇家海軍仍掌握地中海制海權。迫使義大利退出戰爭之願望只是部份成功，尤其是盟軍飛機空襲羅馬市大型鐵路調車站之後。不過，該計劃亦被視為入侵義大利之開端，雖然盟國之間在入侵開始時不同意，尤其是美國人極力阻止，因為擔心此舉可能推遲諾曼第戰役，或從法國轉移盟軍之主要力量。
艾森豪威爾將軍是戰役總指揮，哈羅德·亞歷山大將軍負責整個登陸行動，整支登陸部隊被編成第15集團軍，包括伯納德·勞·蒙哥馬利將軍指揮的英國第8軍團及喬治·巴頓將軍指揮的美國第7軍團。由駐英國皇家加拿大陸軍司令部指揮的加拿大第1步兵師被英國要求編入第8軍團以取代英國第3步兵師。這是在1943年4月27日當加拿大第1軍團司令坎特伯雷將軍應丘吉爾首相要求同意加拿大第1步兵師及加拿大第1裝甲旅到達英國後出動對抗德軍。

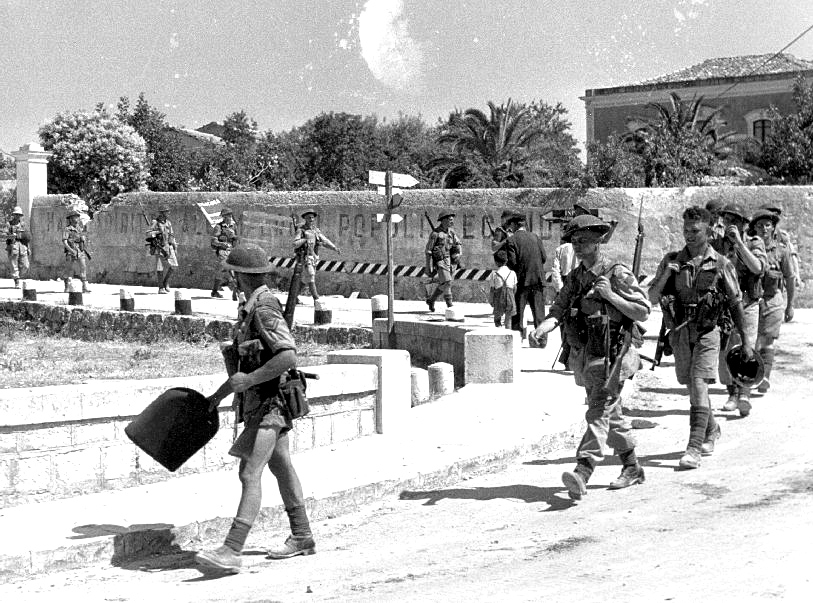
在西西里之加拿大士兵

加拿大軍原本由哈利·朗拿度·諾威爾·西蒙將軍指揮，但西蒙在計劃初期因一次飛機失事而陣亡，因而改由吉地·西蒙斯將軍指揮，加拿大人還面對另一障礙，就是在登陸前先去蘇格蘭接受軍事訓練。而在登陸開始頭數天亦因惡劣天氣而令他們欠缺發揮機會。相反，盟軍進攻西西里主要兵力來自北非。
軸心國守軍共有大約365,000義大利軍及大約40,000德軍，另有最少47輛坦克及大約200架飛機，全軍由義大利將軍阿爾弗雷多·古佐尼指揮。

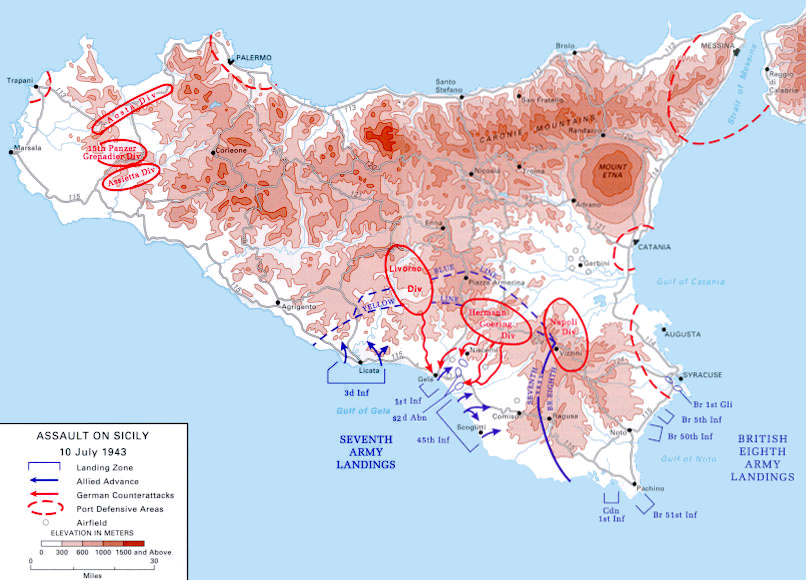
1943年7月10日盟軍登陸西西里地圖

## 战役

### 前哨战
盟军进攻西西里岛的第一步是攻占班泰雷利亚岛，这个岛位于西西里岛与突尼斯之间，同时也是意大利空军基地和海军的潜艇基地。由于当时盟军飞机作战半径都比较小，夺取该岛机场，就可以解决空中作战兵力"腿短"的问题，对盟军来说具有至关重要的意义。
1943年6月5日，盟军出动海空炮火对班泰雷利亚岛进行6个昼夜的火炮轰炸。6月11日，盟军登陆兵抢滩上陆，结果进攻意外地顺利，盟军在没有伤亡的情况下，俘敌1万多人。班泰雷利亚岛被夺取后，邻近小岛上的意军相繼投降。盟军迅速修复岛上的机场，从此西西里岛完全暴露在盟军的眼皮底下。

### 空战
在登陆前，为确保登陆顺利进行，尽快夺取制空权，从1943年7月2日到7月9日，盟军空军对西西里岛上的机场进行了猛烈的轰炸。面对数量占优的盟军飞机，意大利空军司令福吉尔将军和驻意德国空军第2航空队指挥官弗里德林·冯·辛格尔·艾特林中将作出共同决定；为保存实力，把大部分飞机撤到欧洲大陆机场，把有限空中力量集中用于支援抗登陆作战。
7月9日，盟军登陆前一天，轰炸行动达到了高潮。盟军空军集中441架轰炸机，在160架歼击机的护航下，发动了21次轰炸和扫射，目标主要是夏卡到塔奥米纳一带的机场，成功炸毁了设在塔奥米纳和圣多梅尼卡的德军航空司令部。午夜后，盟军再次出动107架轰炸机，出动8个波次，炸毁了锡腊库扎、卡塔尼亚、帕拉佐洛的机场。德意空军只剩下西西里岛东部的杰尔比尼一个简易机场能够使用；在西西岛西部只有巴勒莫和奇尼西亚两个机场可供紧急着陆使用，大大削弱了德意空军的战斗力

### 联合登陆
登陆在巨风中进行，这增加了登陆的难度但也确保了突然性。登陆点为岛的南滩和东滩，英军部署在东边區域而美军则負責島的西南區域登陸場。
1943年7月9日至7月10日夜间，作为入侵計劃的一環，午夜过后进行了四次空投，其中两组为英军，两组为美军。美国伞兵主要由第82空降师第505伞兵团组成，这是他们第一次空降作战。但强风导致运输机偏离了预定路线，并使部队分散开来，结果大约有一半的士兵没能到达集合点。英军的滑翔机部队境况更差，十二架滑翔机中只有一架在目标地点着陆，大部分坠入大海。然而，这些分散的伞兵部队卻也尽最大可能利用时机，攻击守軍巡逻队并制造混乱。

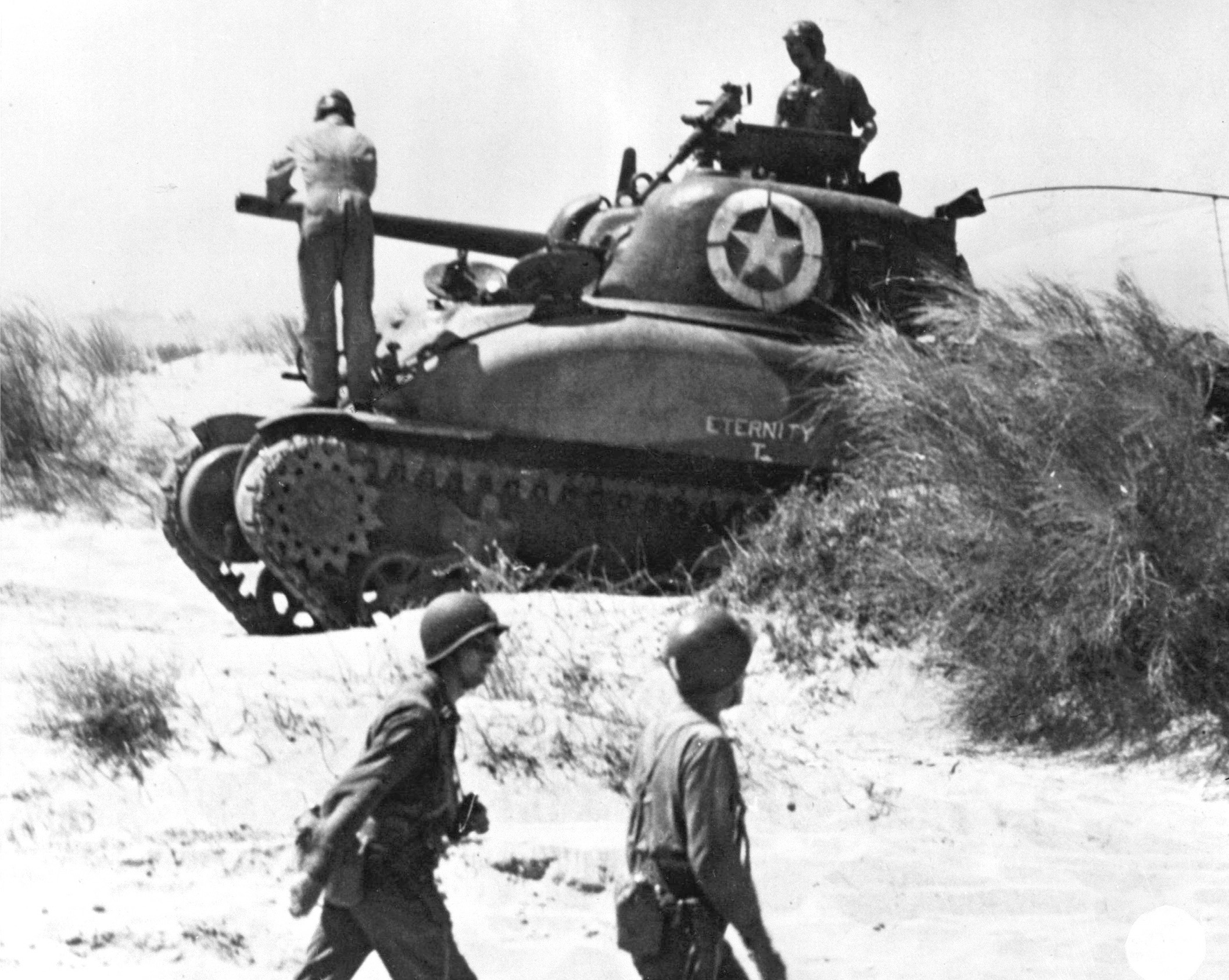
7月10日，1名美軍士兵檢查位於紅色2號灘登陸後之M4雪曼坦克

海上登陆在空降后大约3小时候发起，尽管天气恶劣，他们只遭到驻扎在海岸的意大利部队的轻微抵抗，因为这些部队缺乏必要的重型装备。尽管如此，意大利海军利用魚雷艇和潜艇对入侵舰队发起了数次攻击，击沉了数艘艦艇和运输船，但同时也遭受了一定的损失。由于坏天气的影响，许多部队在错误的地点登陆，秩序混乱，并且比预定时间晚了至少6个小时。英军进入的錫拉庫薩港实际上没有抵抗。只有美军中央遭遇顽强的反击，而这一地点原本预期由空降部队占领。7月11日，巴顿命令投入伞兵的预备队并增援中央。这次空投任務中，登陸艦队並没有得到通知，参与空降的144架C-47运输机又是在一次軸心戰機群的空袭后不久就到达，结果被英国皇家海军的防空火力嚴重误伤，其中33架被击毁，37架受伤，318人丧生在友军炮火下。
此次作战是第二次世界大战开始以来盟军首次实施的最大规模的空降作战。盟军在西西里岛共空降了9816人，其中美军5305人；出动运输机642架次，使用滑翔机156架；运输机被击落45架(其中被己方击落27架)，击伤86架(其中被己方击伤71架)，失踪25架，返回40架。滑翔机坠海69架，着陆撞毁15架，失踪10架，被牵引返回4架；人员伤亡约1500人(其中英军550人)，占空降人数15%。虽然这次西西里岛空降作战暴露出很多问题，仍然起到了一定的作用。

### 登陸戰
亞歷山大將軍沒有準備整個登陸計劃，因此2個軍團有各自之行動計劃，之間只有少量合作。在頭2天，行動非常成功，在西面攻佔比亞爾巴及在東面攻佔奥古斯塔。
英軍面對頑強抵抗，蒙哥馬利向亞歷山大要求把2個軍團之接合部西移，使英軍擔當主攻墨西拿之角色，而由美軍保護他的側翼。軍事歷史學家認為這是最差的戰略決定，它令美軍第45步兵師脫離接觸、退回杰拉及轉向西北方，同時容許德軍第14裝甲軍逃離包圍圈，這樣使蒙哥馬利與美軍第2軍司令奧馬爾·布拉德利之衝突加劇。但喬治·巴頓企圖改變這個決定。
經過一個星期戰鬥，巴頓請求自己部隊有更重要的角色和決定進攻首府巴勒莫。當發出向阿格里真托之偵察命令後，他下令部隊推進及要求亞歷山大將軍容許他繼續前進。亞歷山大要求他改變想法及撤回發出的命令，但巴頓表示撤回命令使信息混淆及這時他已經在巴勒莫之門外。雖然攻佔這城只有很少戰略價值，但這時卻成為美軍之機動力及戰技快速進步的重要證明，尤其是美軍仍從卡塞林隘口戰役中回復過來。
巴勒莫之陷落導致貝尼托·墨索里尼之下台及失去權力。雖然使義大利退出戰爭是長遠目標，但這件事仍使盟國大感意外。
與此同時，英軍仍被阻於墨西拿以南，亞歷山大命令夾擊該城，1943年7月24日，蒙哥馬利建議改由美國第7軍團主攻墨西拿，因為該軍團在更佳之位置上。軸心國軍在德國汉斯-瓦伦丁·胡贝將軍指揮下，建立了一條堅固防線，這條圍繞墨西拿之防線令軸心國軍大部份能主動向義大利本土撤退。巴頓開始進攻特洛伊那，但遭受頑強抵抗，這裡是防線主要關鍵，雖然進行了3次小規模登陸，德軍防線依然完整及繼續它的撤退計劃。在最後一名軸心國士兵登上往義大利本土之船隻數小時後，美軍第3步兵師進入墨西拿，巴頓贏得競賽先進入墨西拿。之後，盟軍制定海灣城行動在卡拉布里亞登陸以入侵義大利本土。盟軍最大的策略失誤是由于缺乏经验而过于谨慎，沒有在西西里島戰役期間同時發動對西西里島後方的義大利半島上最南方的卡拉布里亞發動二棲登陸戰（即後來的海灣城行動），徜若真如此行動，那麼西西里島上的20餘萬軸心國軍隊肯定就只有全軍覆滅的下場。最終，軸心國不但沒有遭受重大失敗，反而使義大利之戰事時間拉長，成為令英美聯軍頭痛的難題。但是作为同盟国在欧洲的第一次大规模两栖登陆作战，西西里登陆仍以较少的资源达成了战役目的，并为未来规模更大的诺曼底登陆积累了经验和信心。

## 戰後

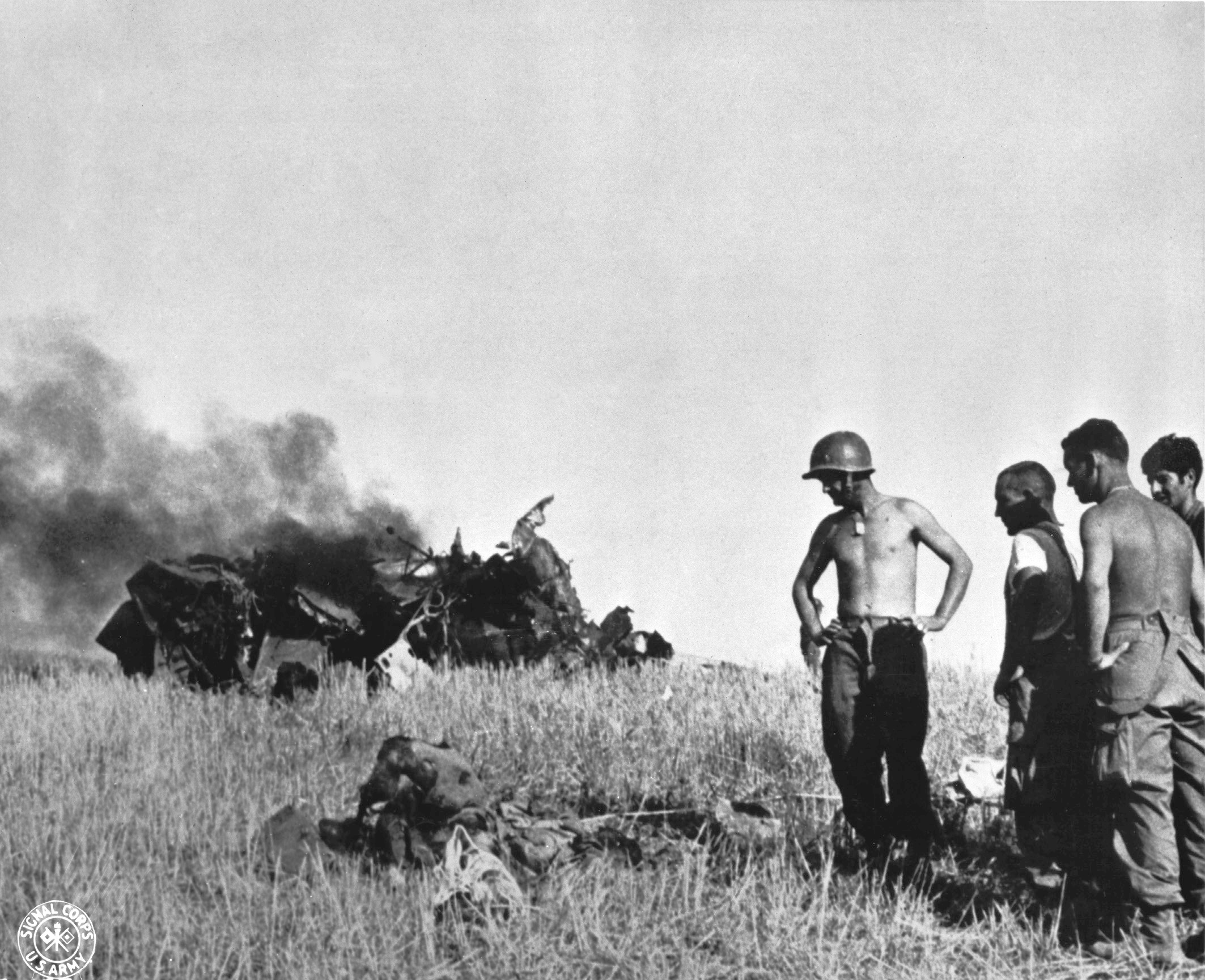
美軍士兵正在看著一名死去德軍機員，圖片攝於1943年7月12日

軸心國共傷亡29,000人及有140,000人被俘（主要是厌战程度较高或者留守故土的義大利士兵）。美軍共有2,237人陣亡及6,544人受傷及被俘；英軍共有2,721人陣亡及10,122人受傷及被俘；加拿大軍共有562人死亡及748人受傷及被俘。很多美軍及全部加拿大軍第一次參戰。軸心國成功從西西里撤出超過100,000人及100,000輛車輛，而面對盟軍巨大之海空優勢，這是十分驚人的成功。
這次入侵亦影響蘇德戰爭，第1阿道夫·希特勒警卫旗队裝甲师從庫爾斯克會戰撤出，調往希臘。

## 註解
1. ↑  Mitcham & von Stauffenberg (2007), p. 63
2. 1 2  Mitcham & von Stauffenberg (2007), p. 307
3. ↑  Le Operazioni in Sicilia e in Calabria (Luglio-Settembre 1943), Alberto Santoni, p.400, Stato maggiore dell'Esercito, Ufficio storico, 1989
4. ↑  Including Navy and Air Force personnel.
5. ↑  Shaw, p.119
6. ↑  Dickson(2001) p. 201
7. 1 2  Hart, Basil H. Liddel. . London, Weidenfeld Nicolson. 1970: 627.
8. 1 2  Ufficio storico dello Stato Maggiore dell'Esercito (USSME). . Rome. 1993: 400-401.
9. 1 2  . 新华书店: 中国华侨出版社. 2014年10月第1版: 227页. ISBN 978-7-5113-4757-2. Authors list列表中的|first1=缺少|last1= (帮助);
10. ↑  Bauer, Eddy; Kilpi, Mikko. . Helsinki: Werner Söderström. 1975. ISBN 951-0-05844-0 （芬兰语）.
11. ↑  Carver, p31
12. ↑  John Grigg, 1943: The Victory that Never Was

## 外部連結
- 星岛环球网：西西里岛战：登陆欧洲大门打开 （页面存档备份，存于）
- Canadians in Sicily, 1943 （页面存档备份，存于） Canadians in Sicily: Photos, battle info, video footage and newspaper archives.
- US Army account of the battle （页面存档备份，存于）
- World War Two Online Newspaper Archives - The Sicilian and Italian Campaigns, 1943-1945
- Operation Husky:  The Allied Invasion of Sicily, 1943 （页面存档备份，存于） by Thomas E. Nutter
- Royal Engineers Museum Royal Engineers and Second World War（Sicily）
- 2nd World War Best of Sicily （页面存档备份，存于） History of the Allied Campaign and its social context